# Мехмед Абдулхалим-эфенди
Шехзаде Мехме́д Абдулхали́м-эфенди (тур. Mehmed Abdülhalim Efendi; 27 сентября 1894, Стамбул — 26 мая 1926, Париж) — османский шехзаде, старший сын Селима Сулеймана-эфенди, внук султана Абдул-Меджида I.

## Биография
Мехмед Абдулхалим-эфенди родился 27 или 28 сентября 1894 года в Стамбуле в семье шехзаде Селима Сулеймана-эфенди и его третьей жены Фатьмы Икбал Ханым-эфенди. У него были младшие брат Мехмед Шерафеддин-эфенди и сестра Наджие-султан от другого брака отца с Айше Тарзитер Ханым-эфенди.
В 1899 году состоялась церемония хитана, на которой шехзаде Мехмед был обрезан вместе с шехзаде Абдуррахимом Хайри, сыном султана Абдул-Хамида II и шехзаде Мехмедом Джемаледдином, сыном Мехмеда Шевкета-эфенди.
Мехмед Абдулхалим-эфенди участвовал в Балканских войнах и Первой мировой войне, дослужившись до звания полковника. Будучи зятем военного министра Энвера-паши, женатому на его сестре Наджие-султан, был популярен в армии.
В 1924 году после изгнания членов семьи дома Османов Мехмед Абдулхалим-эфенди вместе с семьёй перебрался в Париж, где и скончался 26 мая 1926 года в возрасте 31 года. Был похоронен в Дамаске, в мечети султана Селима.

## Семья
Его единственной женой была Самийе Ханым-эфенди, они поженились 10 августа 1913 года в Стамбуле, у пары было двое детей:
- Фатьма Самире-султан (21 июня 1920, Стамбул — 6 января 2000[7]), в 1947 году вышла замуж за Хюсейна Шевки. В браке была одна дочь Неджла (род. 1951[8])
- Шехзаде Дженгиз Османоглу (23 декабря 1925 — 10 октября 1950[8]), женат не был, детей не имел.